# Albin Jerneman

För andra personer med samma namn, se Albin Johansson.  
Johan Albin Jerneman, ursprungligen Johansson, född 1 mars 1868 i Vetlanda församling i Jönköpings län, död 18 februari 1953 i Danderyds församling i Stockholms län, var en svensk målare, tecknare och  grafiker.
Jerneman studerade först vid Tekniska skolan i Stockholm och därefter vid Konstakademien 1888-1894 (där han vid sin avgång tilldelades den hertigliga medaljen) samt etsning för Axel Tallberg 1895-1896. Han medverkade i ett flertal samlingsutställningar på Konstakademien, Liljevalchs konsthall och Sveriges allmänna konstförening. Hans konst omfattar porträtt, landskap och genretavlor i olja eller pastell. Han är representerad vid Nationalmuseum, Sörmlands museum, Svenska missionsförbundet samt i Stockholms stadshus.
Albin Jerneman växte upp i Eksjö och var son till skräddarmästaren Jonas Peter Johansson och Karolina Jonsdotter. Han ägde torpet Marieberg på Tosterön nära Strängnäs. Han var gift med Rachel Hermansson (1872–1934) och paret fick tre söner: pedagogen Tor Jerneman (1894–1965), skådespelaren Tryggve Jerneman (1896–1982) och Bengt Arne (1901–1902).

## Galleri

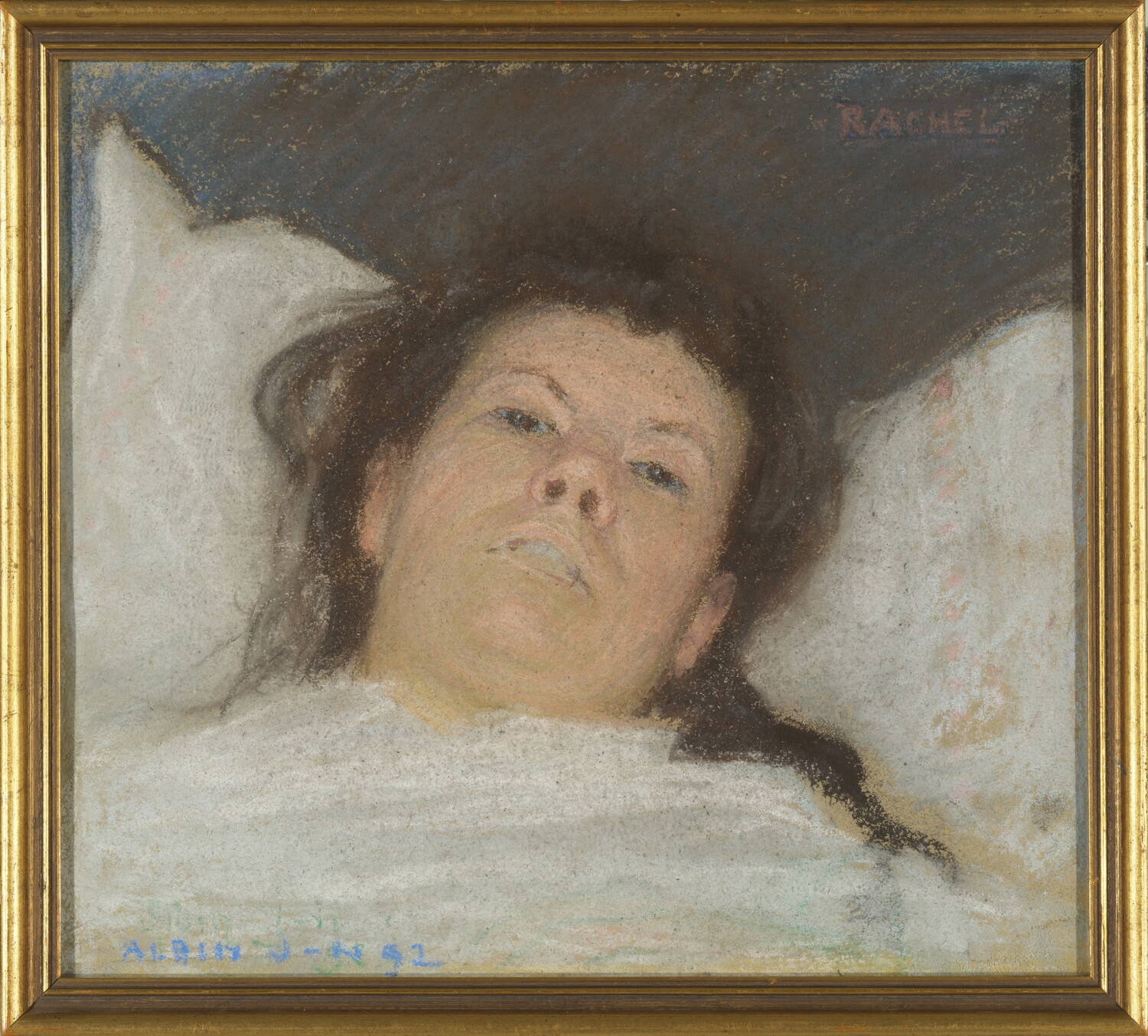
Porträtt av Albin Jernemans hustru Rakel/Rachel född Hermansson, 1892.
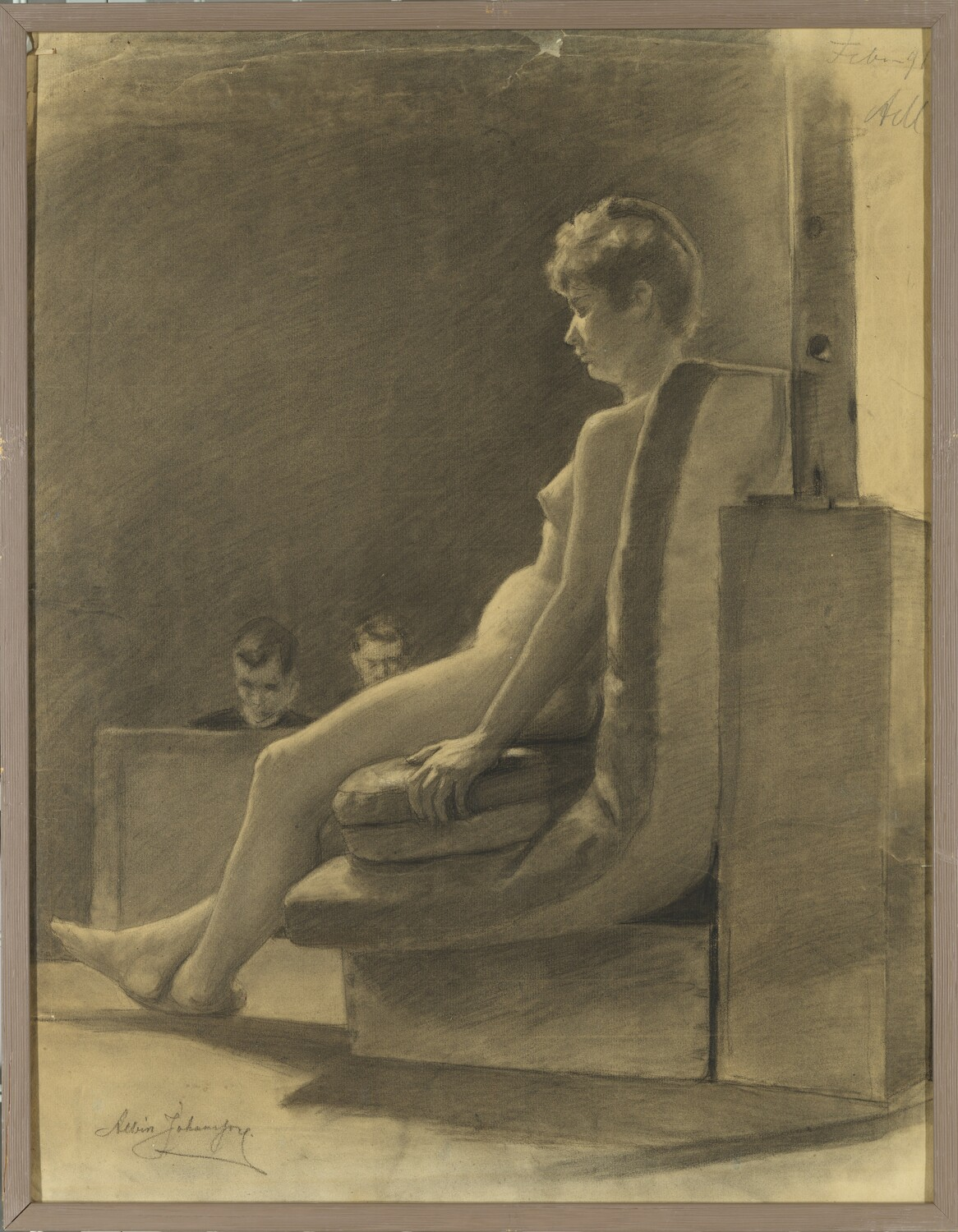
Kolteckning från studietiden, 1880-tal.
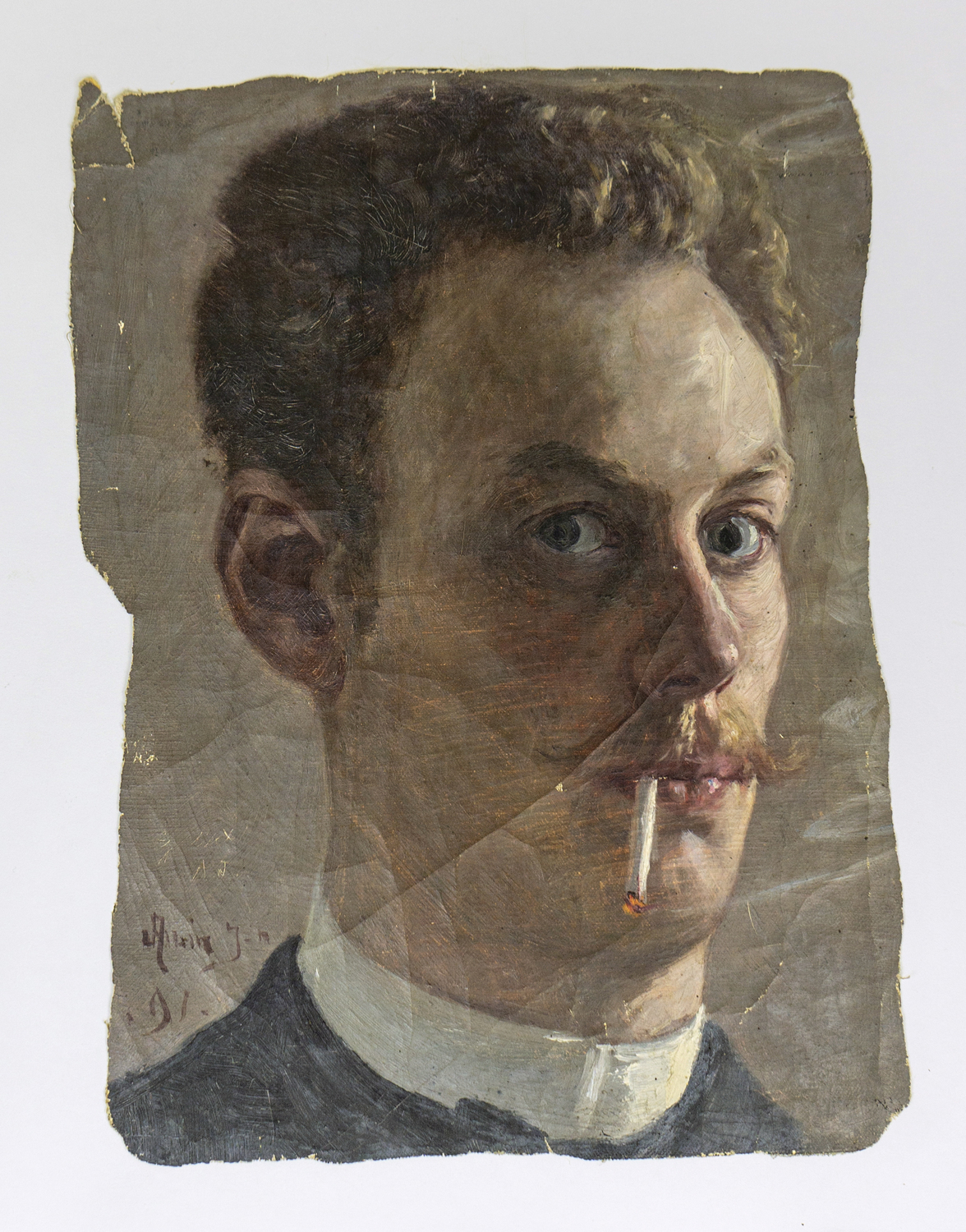
Självporträtt, 1891.
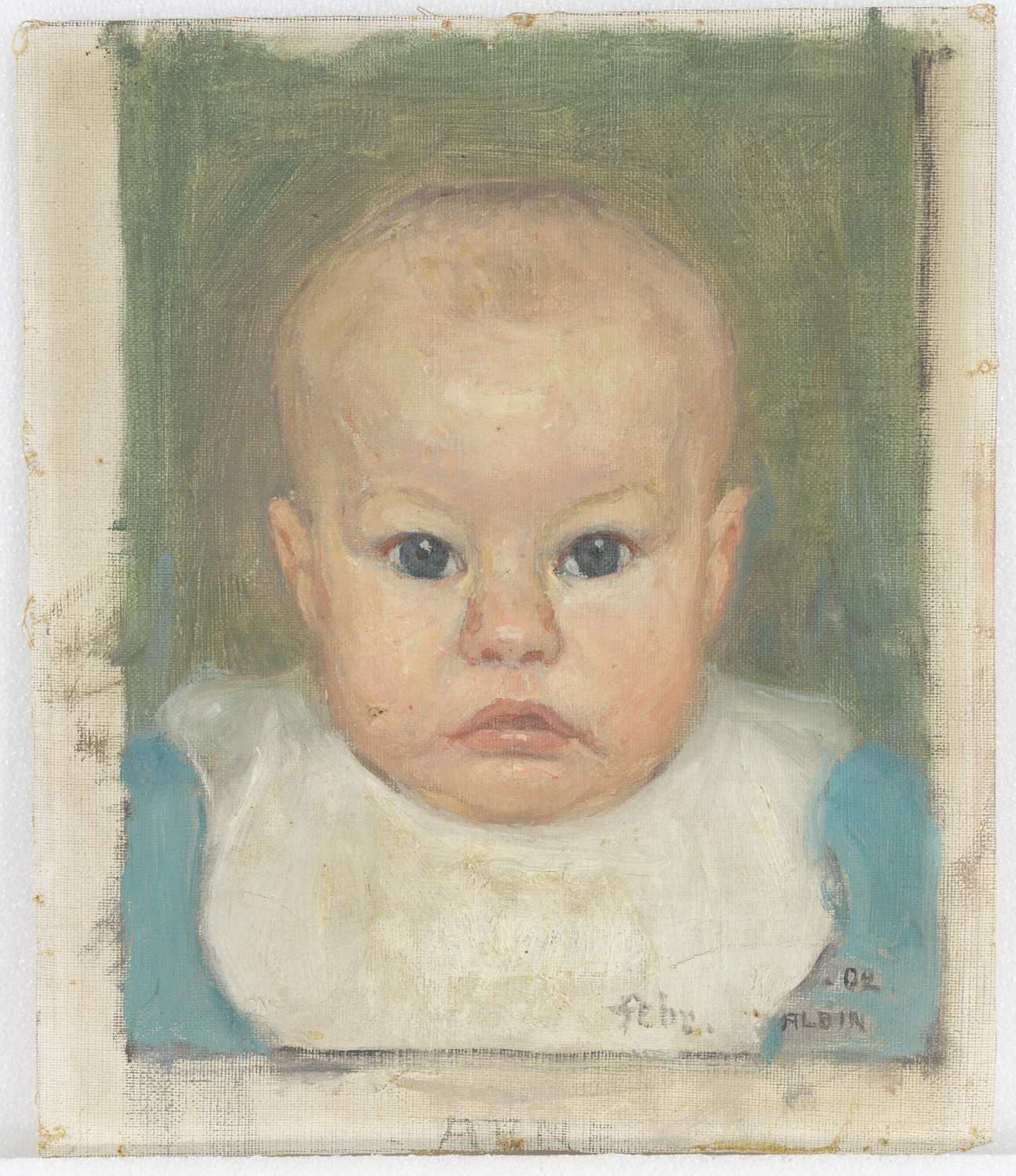
Porträtt på sonen Bengt Arne, 1902.
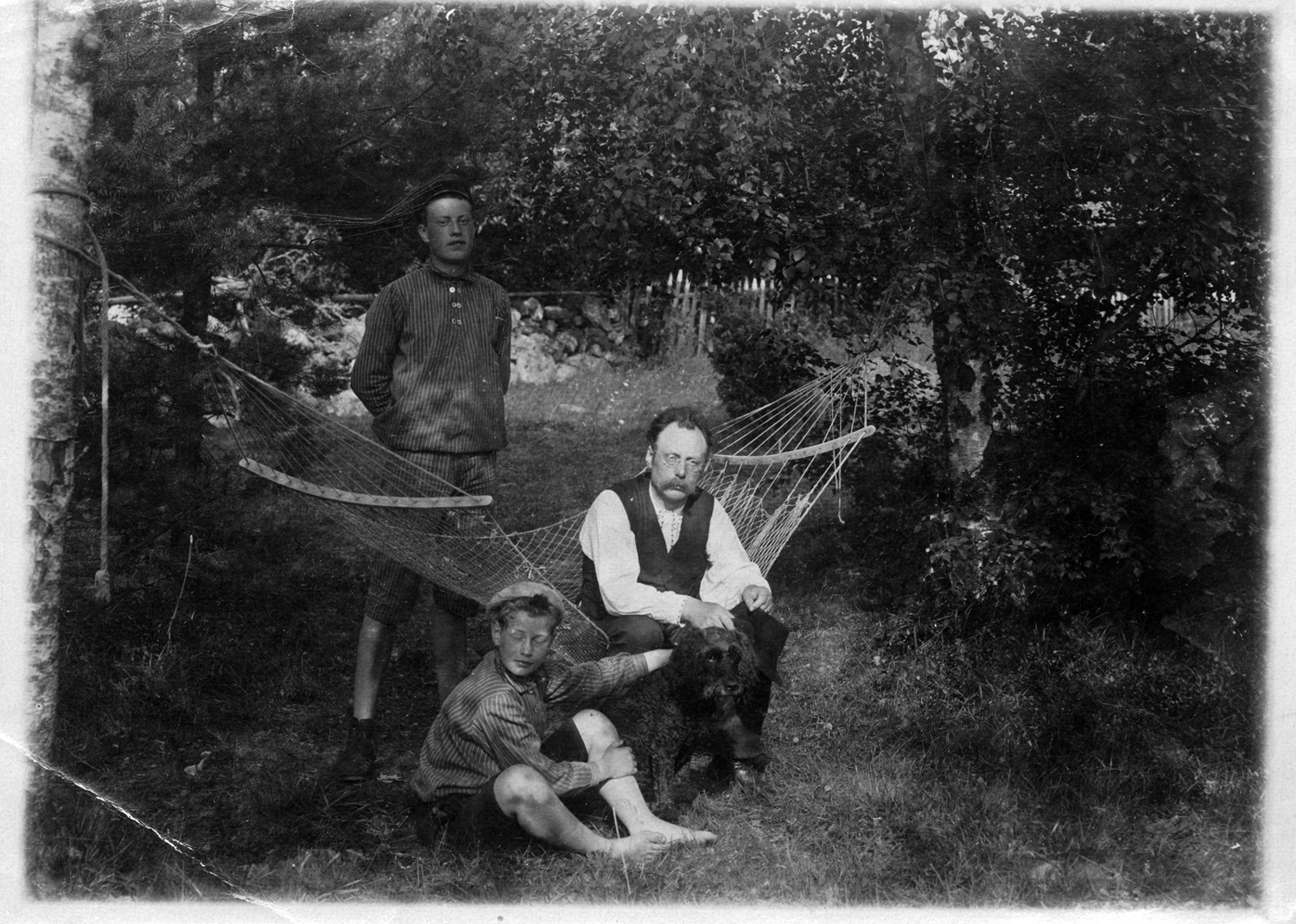
Albin Jerneman med sönerna Tor och Tryggve i trädgården på Tosterön, år 1909.